# Colius
Colius es un género de aves coliformes perteneciente a la familia Coliidae. Sus miembros, llamados comúnmente pájaros ratón, habitan exclusivamente en África. 

## Especies
Se reconocen cuatro especies de Colius:
- Colius striatus - pájaro ratón común;
- Colius leucocephalus - pájaro ratón cabeciblanco;
- Colius castanotus -  pájaro ratón dorsirrojo;
- Colius colius - pájaro ratón dorsiblanco.